# Leucicorus
Leucicorus är ett släkte av fiskar. Leucicorus ingår i familjen Ophidiidae.
Kladogram enligt Catalogue of Life:
| Leucicorus | \| \| Leucicorus atlanticus \| \| \| \| \| \| Leucicorus lusciosus \| \| \| \| |
|            | \| \| Leucicorus atlanticus \| \| \| \| \| \| Leucicorus lusciosus \| \| \| \| |
|            | Leucicorus atlanticus                                                          |
|            |                                                                                |
|            | Leucicorus lusciosus                                                           |
|            |                                                                                |